# Abu Sufjan ibn Harb
Abu Sufjan ibn Harb (ur. 560, zm. ok. 653) – wódz arabski, przywódca rodu Umajjadów, posiadający ogromne wpływy polityczne w Mekce.

## Życiorys
Abu Sufjan należał do rodu wywodzącego się od Abd Szamsa, brata Haszima, pradziadka Mahometa. Jego dziadkiem był Umajja, eponimiczny protoplasta rodu Umajjadów. Będąc przywódcą rodu Umajjadów i zajmując „pierwsze miejsce w radach miasta” Abu Sufjan był głównym przeciwnikiem Mahometa w Mekce. W walkach przeciwko niemu dowodził osobiście oddziałami mekkańskimi. W roku 624 w bitwie pod Badrem został pokonany przez Mahometa. W walce zginął jego najstarszy syn. W następnym roku pokonał Proroka w bitwie pod Uhudem. W roku 627 zorganizował wielką koalicję plemion, która oblegała Medynę, atak został jednak odparty przez muzułmanów. Po tej porażce w roku 628 zawarł z Mahometem tzw. „Układ z Al-Hudajbijji”, który ustanawiał rozejm pomiędzy stronami konfliktu i zezwalał muzułmanom na odbycie pielgrzymki do Mekki. W tym samym roku jego córka wyszła za Proroka. W roku 630 Abu Sufjan pomógł Mahometowi w opanowaniu Mekki, prawdopodobnie nieco wcześniej nawrócił się na islam. Towarzyszył Mahometowi w jego wyprawach, był namiestnikiem Nadżranu i prawdopodobnie także Hidżazu. Jego syn Mu’awija został kalifem i założycielem dynastii Umajjadów.